# Dreams beyond control
Dreams beyond control is het zestiende muziekalbum van Spyro Gyra. Voor het eerst sinds jaren is er gewerkt in andere geluidsstudio's. De basis muziek was nog wel opgenomen in de studio Beartracks te Suffern maar er werden aanvullende opnamen gemaakt in Power Station te New York en Lighthouse in Studio City in Californië. Dat maakte het mogelijk de Tower of Power-blazerssectie in te schakelen bij de opnamen.
Er werd een hele rij muziekproducenten ingeschakeld: Beckenstein, Jeremy Wall (ex-lid Spyro Gyra), Larry Swist (vaste geluidstechnicus), Phil Brennan (manager van de band), Dave Crusin en Larry Rosen.

## Musici
- Jay Beckenstein – saxofoon
- Tom Schuman – toetsinstrumenten
- Dave Samuels – vibrafoon, marimba
- Julio Fernandez – gitaar
- Scott Ambush – basgitaar
- Joel Rosenblatt - slagwerk

Met
- Alex Ligertwood – zang Send me one line, Patterns in the rain
- Howard Levy – mondharmonica op Breaktfast at Igor’s
- Mark Quiñones – percussie op South Beach en Bahia
- Cyro Baptiste Clari – percussie op Bahia en The delicate prey
- Will Lee, Lani Groves, Vaneese Thomas – achtergrondzang op Send me one line
- Tower of Power horns (Greg Adams en Al Chez trompet, Emilio Catillo en David Mann saxofoon en Stephen Kupka baritonsaxofoon) op Breakfast at Igor’s en Walk the walk
- No Sweat Horns (Barry Danielian tompet, Scott Kreitzer saxoonf/dwarsfluit, Randy Andos trombone) op South Beach, Bahia en Same difference.

## Muziek
| Nr. | Titel                                     | Duur |
| --- | ----------------------------------------- | ---- |
| 1.  | Walk the walk (Fernandez)                 | 4:20 |
| 2.  | Patterns in the rain (Foster Paterson)    | 4:38 |
| 3.  | Breakfast at Igor’s (Beckenstein, Ambush) | 5:23 |
| 4.  | Waltz for Isabel (Beckenstein)            | 4:43 |
| 5.  | South Beach (Fernandez)                   | 5:13 |
| 6.  | Send me one line (John Martyn)            | 4:57 |
| 7.  | Bahia (Samuels)                           | 5:08 |
| 8.  | Kindred spirit (Schuman)                  | 4:05 |
| 9.  | Birks law (Beckenstein)                   | 4:36 |
| 10. | Same difference (Beckenstein, Fernandez)  | 5:25 |
| 11. | The delicate prey (Wall)                  | 5:33 |
| 12. | Friendly fire (Spyro Gyra)                | 4:57 |